# Luigi Lavecchia
Luigi Lavecchia (ur. 25 sierpnia 1981 w Turynie) – włoski piłkarz, występujący na pozycji obrońcy lub pomocnika. Obecnie nie gra w żadnym klubie.

## Kariera klubowa
Lavecchia jest wychowankiem Juventusu. W pierwszej jedenastce tej drużyny, jednak nigdy nie zadebiutował. Był natomiast stamtąd trzykrotnie wypożyczany; do Crotone, Brescello i Sassari Torres. W 2002 roku odszedł do drugoligowego Ascoli Calcio. Grał tam tylko przez jeden sezon. W tym czasie rozegrał 27 spotkań, bez zdobytej bramki w barwach tego klubu. W 2003 podpisał kontrakt z Messiną, występującej w Serie B, podobnie jak jego dotychczasowy klub. Rok po jego przyjściu, wywalczył awans do ekstraklasy. Lavecchia pozostał jednak w Serie B, gdyż powędrował na wypożyczenie do Arezzo. W kolejnym sezonie reprezentował barwy francuskiego Le Mans UC72. Rozegrał tam tylko jedno spotkanie i w 2006 roku powrócił do Messiny. Wraz z nią w 2007 spadł do drugiej ligi. Latem tego samego roku przeszedł do Bologny FC. Po sezonie 2009/2010 został wolnym zawodnikiem.

## Kariera reprezentacyjna
Lavecchia był młodzieżowym reprezentantem Włoch. Grał w drużynie narodowej U-20 oraz U-21. Wystąpił także na mistrzostwach Europy U-21, rozegranych w 2003 roku.